# Ximena Abarca
María Ximena Abarca Tapia (Santiago, 23 settembre 1981) è una cantante e attrice cilena. Inizia sua la carriera musicale nel 2003.

## Filmografia

### Televisione
- Mitú - serie TV, 3 episodi (2005)
- Es cool - serie TV, 3 episodi (2005)
- Porky te amo - serie YV, 3 episodi (2006)
- Casado con Hijos - serie TV, episodio 3x28 (2007)

## Discografia parziale

### Discografia solista

#### Album
- 2003 - Punto de partida #1 Cile 1xOro
- 2006 - Provocación #2 Cile

### Discografia con Ruch

#### Album
- 2008 - Ruch